# Francisco Fortuny

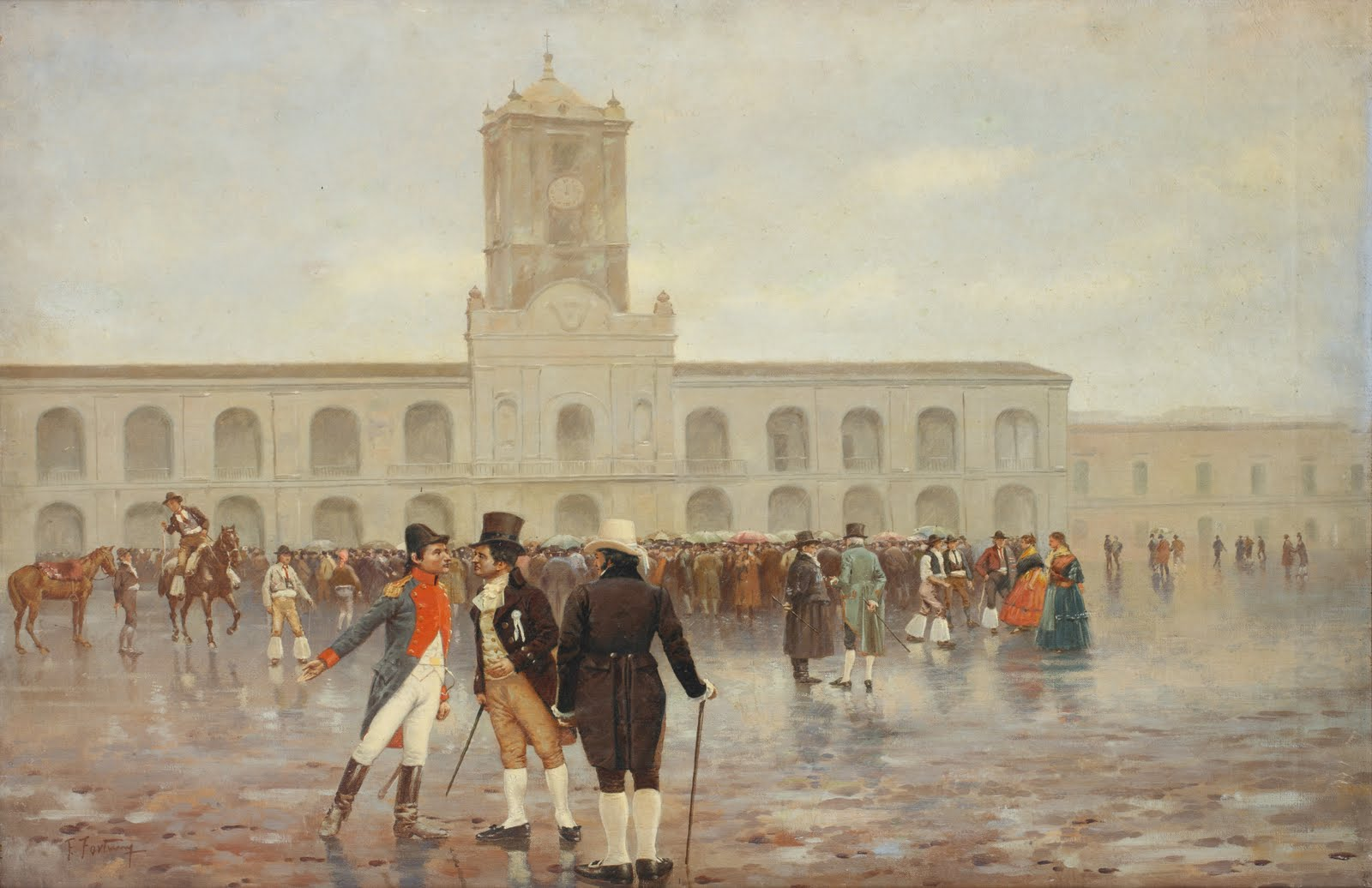
A Revolução de Maio de Francisco Fortuny

Francisco Fortuny (Pobla de Montornés (Tarragona), 1 de janeiro de 1865 - -Buenos Aires, 23 de julho de 1942) foi um pintor, desenhista e ilustrador argentino de livros e revistas de origem espanhola.

## Biografia

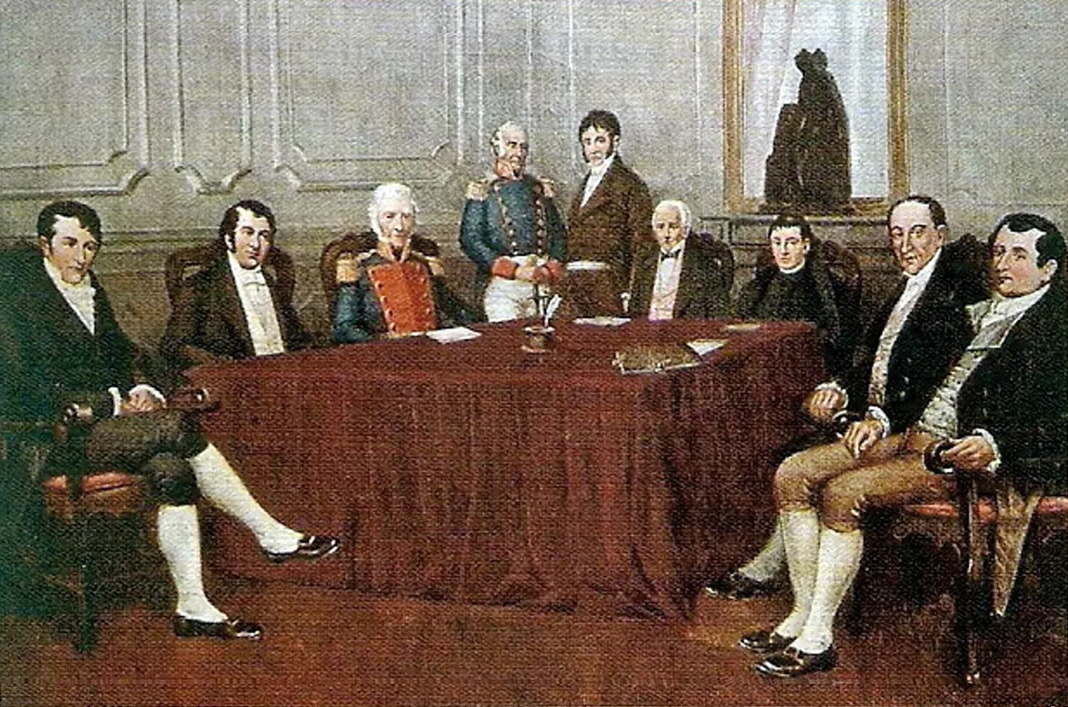
Primeira Junta por Francisco Fortuny

Francisco Fortuny nasceu em Pobla de Montornés, Tarragona, em 1 de janeiro de 1865. Estudou na Real Academia de Bellas Artes de San Fernando (Espanha). No final de 1887 viajou para a Argentina e se estabeleceu em Buenos Aires, onde começou a trabalhar como cartunista nas revistas ilustradas Caras y Caretas, El Sud Americano, PBT, Vida Moderna, Papel y Tinta, Pulgarcito e Plus Ultra. Foi o ilustrador dos Manuais de História da Editorial Estrada desde 1906 e um dos primeiros artistas de seu tempo a se sentir atraído por eventos nacionais.
Sua pintura "Criação da Bandeira Nacional", que mostra o General Belgrano a cavalo, saudando o estandarte nacional às margens do rio Paraná, foi usada no selo de 5 centavos comemorativo do centenário da Passagem do herói para a imortalidade.
Morreu em Buenos Aires em 23 de julho de 1942.